# Procesmodellering

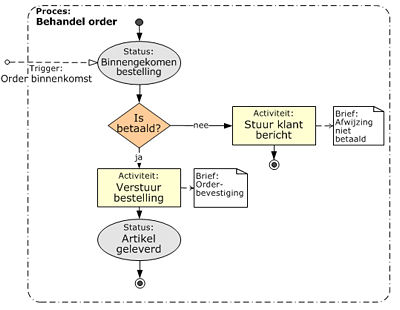
Eenvoudige business-processchema voor een proces van orderbehandeling

Procesmodellering (vaak aangeduid met het Engelse woord Business process modeling (BPM)) is een verzameling methoden en technieken om bedrijfsprocessen in kaart te brengen. Deze modellen worden onder meer gebruikt in de bedrijfskunde met name in het projectmanagement en in de analyse en ontwerp van informatiesystemen.

## Algemeen
Het in kaart brengen van de bedrijfsprocessen en de werkstroom is een evaluatiemethode voor de interne werking van een organisatie. Het heeft als doel ervoor te zorgen dat alle processen in lijn zijn met de bedrijfsdoelstellingen. In het bijzonder het bedienen van de klanten, efficiëntie, effectiviteit en rendement. 
Procesmodellering wordt onder andere gebruikt bij procesmanagement en "Business Process Re-engineering". De opgestelde modellen kunnen geformaliseerd worden in een ICT-omgeving maar dat staat los van het opstellen ervan.

## Methode
Bij het modelleren van processen worden bedrijfsprocessen schematisch in kaart gebracht. Het maken van de schema’s (process maps) en het aanpassen daarvan aan de werkelijkheid is hetgeen dat procesmodellering effectief maakt. De discussie erover en het overzicht dat ontstaat is wat procesmodellering nuttig maakt. Processchema's kunnen op meerdere detailniveaus opgesteld worden. 
Eerst kan het globale proces met de relevante stappen op hoofdniveau worden geschetst. Daarna kunnen elk van de subprocessen worden gedetailleerd naar een lager niveau. Hierbij kan naar believen gekozen worden welke subprocessen relevant zijn. Het opstellen van een processchema bestaat uit de volgende stappen:
- Informatie verzamelen: (analyseer informatie, bepaal wie erbij betrokken zijn)
- Identificeer de juiste mensen. Interview ze (zij weten hoe het écht werkt)
- Bepaal de input en de output van een proces
- Kies geschikte modelleringmethode(n)
- Stel het model op
- Terugkoppeling en aanpassing aan de werkelijkheid (iteratief)

Het verdient voorkeur om bij het opstellen van het model steeds uit te gaan van het klantperspectief. Dit kan zijn een externe of interne klant. Dit helpt vast te stellen wat primair van belang is in het proces. Het houdt de focus gericht op de bedrijfsdoelstellingen.

## Modelvorming
Het model bestaat uit schema’s waarin de processtappen (activiteiten) en statussen van een proces met elkaar in verband gebracht worden. Afhankelijk van het proces kan gekozen worden om een tijd-volgordelijke opzet te kiezen of de activiteit-relaties voorop te stellen.
Bij procesmodellering worden verschillende modelleringsmethoden gebruikt, zoals:
- Business Process Modeling Notation (BPMN)
- Event Driven Process Chain (Epc)
- Unified Modeling Language (UML)
- IDEF-methoden (Integrated DEFinition)
- Petrinetten
- RACI-model

Afhankelijk van het proces en de gekozen modelleermethode kan in het schema gebruikgemaakt worden van verschillende elementen. Algemeen kunnen de volgende elementen gebruikt worden:
- Activiteiten (bijvoorbeeld: verstuur bestelling). Activiteiten zorgen ervoor dat een status overgaat naar een andere status.
- Status (Artikel geleverd)
- Controlesignaal of trigger (de orderaanvraag)
- Beslissing (is er betaald?)
- Communicatie (formulieren, brieven)
- Betrokkenen (wie is er verantwoordelijk?)